# Mielichhoferia savicziae
Mielichhoferia savicziae là một loài rêu trong họ Bryaceae. Loài này được Bard. mô tả khoa học đầu tiên năm 1966.